# بريسيلا
بريسيلا هي راقصة ومغنية وملحنة وكاتبة غنائية برازيلية، ولدت في 9 أبريل 1990 في بيلو هوريزونتي في البرازيل.

## وصلات خارجية
- الموقع الرسمي